# 음력 5월 21일
음력 5월 21일은 음력 5월의 21번째 날이다.

## 사건
- 202년 - 후한의 기주목(冀州牧) · 대장군(大將軍) 원소(袁紹) 병사.
- 1397년 - 각도의 병마도절제사(兵馬都節制使)를 없애고 각 진(鎭)에 첨절제사(僉節制使)를 설치함.
- 1486년 - 조선, 여외 정병(旅外正兵)을 혁파하여 보인(保人)으로 하도록 함.

## 문화
- 2000년 - 한국교육방송공사 창립.

## 사망
- 1762년(윤 5월 21일/양력 7월 12일) - 조선 영조대의 세자 사도세자.

## 같이 보기
- 음력 360일: 1월 2월 3월 4월 5월 6월 7월 8월 9월 10월 11월 12월
- 전날:5월 20일 다음날:5월 22일 - 전달:4월 21일 다음달:6월 21일
- 양력:5월 21일
- 음력, 윤달